# سیسرو دانتاس
سیسرو دانتاس (به پرتغالی: Cícero Dantas) یک منطقهٔ مسکونی در برزیل است که در باهیا واقع شده‌است. سیسرو دانتاس ۳۲٬۵۷۶ نفر جمعیت دارد.